# Alopecurus textilis
Alopecurus textilis är en gräsart som beskrevs av Pierre Edmond Boissier. Alopecurus textilis ingår i släktet kavlen, och familjen gräs. Utöver nominatformen finns också underarten A. t. tiflisiensis.